# Lepidopsetta polyxystra
Lepidopsetta polyxystra — вид камбалоподібних риб родини камбалових (Pleuronectidae).

## Поширення
Вид поширений на півночі Тихого океану від П'юджет-Саунда до Аляски та Алеутських островів, далі через Берингове море до Курильських островів та Охотського моря. Це придонна риба, яка живе на піщаному, мулистому та гравійному дні на глибині до 700 метрів, хоча найчастіше вона трапляється на глибині від 19 до 246 метрів.

## Опис
Самці виростають до 69 см завдовжки, тоді як самиці можуть досягати 49 см. Максимальна зареєстрована тривалість життя становить 18 років.